# 모드버스
모드버스(modbus)는 1979년, 지금은 Schneider Electric인 모디콘(Modicon)이라는 회사에서 만든 시리얼 통신 프로토콜이다. 제조공장이나 놀이공원의 기계들을 자동화하고 제어하는 목적으로 사용되는 프로그래머블 로직 컨트롤러(Programmable Logic Controller, PLC)들과의 통신에 사용할 목적으로 만들어졌다. 프로토콜이 단순하지만, 장비 제어와 모니터링에 필요한 기능들을 수행할 수 있기에 사실상의 표준 프로토콜의 지위를 얻게 되었고, 현재까지 산업용 전자 장치들을 서로 연결하는 목적으로 널리 사용된다. 다음은 모드버스가 산업용으로 널리 사용되는 이유들이다.
- 산업용 통신 프로토콜로 개발됨
- 프로토콜이 공개되어 있고 공짜
- 설치와 유지보수가 용이
- 비트단위 또는 워드(16비트) 단위로 정보조작이 용이

모드버스는 약 240개의 장비들을 서로 연결할 수 있다. 예를 들면, 온도와 습도를 측정하는 여러 장비들이 모니터링 서버로 현재 상태를 보고하도록 할 수 있다. 일반적으로 서버에서 센싱 장비들에게 질의를 보내고 장비들은 이에 대해 응답하는 형태로 동작한다. Supervisory control and data acquisition (SCADA) 시스템에서도 모니터링 서버와 remote terminal unit (RTU)을 연결하기 위해 모드버스를 자주 사용한다.
Schneider Electric에서는 모드버스를 공개하여, 2004년 4월 이후로 프로토콜의 개발과 수정을 Modbus Organization에서 수행한다.

## 같이 보기
- CAN 버스